# Кольцов-Мосальский, Михаил Андреевич
Князь Михаил Андреевич Кольцов-Мосальский (ум. 1662) — стольник и воевода во времена правления Михаила Фёдоровича и Алексея Михайловича.
Из княжеского рода Кольцовы-Мосальские. Сын князя Андрея Владимировича Кольцова-Мосальского, упомянутого рындою в мае 1605 года на свадьбе Лжедмитрия I и посланного в 1611 году к королю польскому Сигизмунду III и Марии Ивановны, дочери князя И. С. Туренина.

## Биография

### Служба Михаилу Фёдоровичу
В Боярской книге 1627-1658 годах записан стольником.
При отпуске 17 мая 1625 года Кизылбашского посла Руслам-бека находился между приглашёнными к столу. 
Дневал и ночевал 16 января 1639 года у гроба царевича Ивана Михайловича, тоже 7 февраля этого же года при гробе царевича Василия Михайловича.
В сентябре 1641 года «смотрел в кривой стол» на обеде государя в селе Воздвиженском.
В 1643 году был на службе в Сольвычегорске.

#### Служба Алексею Михайловичу
В 1646 году на службе в Ливнах и Белгороде в полку князя Никиты Ивановича Одоевского, в Мценске с князем А. Н. Трубецким. Ведал Лихвинской, Белёвской и Козельской засеками.
В 1647 году на службе в Белгороде, в полку князя Н. И. Одоевского, 29 мая этого же года послан воеводой в Одоев, отчего местничал с Долгоруковым, а оттуда направлен сходным воеводой в Курск к князю Ивану Лыкову.
В январе 1648 года первый чашник на свадьбе царя Алексея Михайловича с Марией Ильиничной Милославской в Грановитой палате.
В 1650 и 1655 годах за службу жалован поместной землёй.
В 1655 году на службе в Вязьме.
В 1656—1657 годах участник Рижского похода в полку государя.
В 1658 году упоминается на службе за царским столом, по случаю приёма грузинского царя Теймураза — «перед Государём пить носил».
В мае 1660 года на отпуске грузинского царевича Николая Давыдовича был государевым чашником.
В 1661 году воевода в Симбирске.
Имел оклад 500 четвертей и придачи за службу по 150 четвертей и 10 рублей. Имел поместья и вотчины в Мосальском, Костромском и Московском уездах.
Умер в 1662 году.

## Семья
Жена: Мавра (Марфа) Афанасьевна
Дети:
- Иван Михайлович (ум. 1707) — генерал-поручик.
- Андрей Михайлович (ум. 1703) — стольник и воевода.
- Дарья Михайловна — жена Ивана Никифоровича Нащокина.
- Фёдор Михайлович (1652 — после 1723) — стольник и воевода.
- Борис Михайлович (ум. 1703) — стольник и воевода.